# Grusonwerk
Grusonwerk - німецька компанія, заснована Германом Грузоном 1856 року, пізніше була викуплена компанією Friedrich Krupp AG, після чого стала важливим машинобудівним і оборонним підприємством Німеччини.

## Створення та розвиток до 1886 р.
Герман Грузон заснував компанію 1 червня 1855 року в Букау поблизу Магдебурга, біля злиття річок Зюльце і Ельби, і дав назву "Верф і машинобудівний завод на Ельбі", а також чавуноливарний завод. Незабаром підприємство було перейменовано на "Машинний завод і суднобудівний цех Х. Грузона Букау-Магдебург". Невдовзі після цього молода компанія опинилася в складній ситуації через торговельну кризу 1850-х рр. Після закриття суднобудівної галузі на Ельбі верф також припинила свою діяльність у 1858 р. через відсутність замовлень. Після цього компанія Gruson зосередилася на чавуноливарному виробництві та розробок методів підвищення міцності чавуну. Суміш різних типів граничного чавуну давала очищений чавун більшої міцності і, таким чином, робила матеріал придатним для використання в корабельних і машинних частинах, раніше виготовлених із кованого заліза або сталі. Тверде лиття, розроблене Грузонськими заводами, мало велике значення для розвитку машинобудування і залізниць у Німеччині. Так була побудована Магдебург-Хальберштадтська залізниця з використанням виробів Грузонського заводу.
Компанія також успішно розвинула спосіб англо-американського безперервного лиття для використання його у формах. Ця нова техніка зробила метод, застосовуваний для виготовлення тільки валів і залізничних коліс, застосовним і до інших галузей. У 1858 році Grusonwerk розпочав виготовлення серцевини і поперечних профілів залізничних колій із загартованого чавуну. Завдяки цьому компанія отримала значні замовлення і стала відома в усьому світі.
У середині 1860-х на заводі працювало близько 250 робітників. Початкові розміри заводу були занадто малі. Тому в період між 1869-1872 роками на залізничній лінії Магдебург - Хальберштадт був побудований новий завод. У 1859 році в компанії почалися страйки, і, з огляду на зростання робітничого руху, Генріх Грюсон вирішив збільшити заробітну плату.
У 1882 році компанія Grusonwerk придбала прес гарячого свинцю для кабельної оболонки. Крім охолодженого чавуну і сталі, у виробництво заводу входили дробильні та рудо-переробні заводи, прокатні стани для всіх металів, заводи для цементних і щебеневих заводів, кранові та транспортні заводи, порохові заводи і соляні млини.

### Оборонна промисловість
Для розвитку Грузонського заводу вирішальне значення мала збройово-технічна сфера, особливо розробка литого снаряда. У нового снаряда була висока пробивна здатність, що дозволяла йому пробивати звичайну ковану броню краще, ніж сталева булава свого часу.
Після 1860 року компанія отримала від прусських військових великі замовлення на озброєння, наприклад, у 1865 році на виробництво гарматних снарядів. У травні 1866 року знову сконструйовані снаряди досягли успіху у випробувальній стрільбі в Майнці проти артилерійської стійки для сухопутних укріплень, сконструйованих Максом Шуманом. Порівняльна стрільба з гармат Грусона по англійських каноєчках на Берлін-Тегелерському стрільбищі 1868 року також показала явну перевагу німецьких фабрик. У 1869 році компанія в Тегелі представила прусському військовому міністру і високопоставленим військовим особам Німеччини свою першу литу броню. Необхідно було розширення виробництва, і з 1869 по 1871 рік на Марієнштрассе були інші заводські приміщення. У Танжерхютті Grusonwerk побудував десятикілометровий стрілецький майданчик для випробувань і демонстрації власних знарядь у 1888 році. на початку франко-німецької війни 1870 року завод випускав лафети для 21-см знарядь.
Починаючи з 1873 року компанія Gruson розробляла поворотні башти із загартованого чавуну, а також у співпраці з Schumann так звані каретки з мінімальним пазом, які також виробляв завод. Починаючи з 1882 р., гарматний лафет Шумана отримав подальший розвиток, як відповідна броньова конструкція для фортець і була продемонстрована в 1885 р. під час стрільб у Бухаресті. Також було розроблено скорострільні гармати малого і середнього калібру. У 1885 році на стрільбах у Бухаресті так само були присутні французькі конструктори-артилеристи. Вежа Gruson-Schumann перевершувала французьку, і в результаті цих показових стрільб завод Gruson отримав важливі замовлення на броньовані вежі не тільки з Німеччини, а й з Бельгії, Голландії, Австрії та Румунії.
Grusonwerk також виготовив рухому броньовану вежу, так званий Fahrpanzer, і перші броньовані вежі для німецьких укріплень. Наприклад, з 1871 року в гирлі Везера було побудовано кілька фортів з обертовими броньованими вежами для захисту узбережжя. Крім того, для італійського військово-морського порту Ла Спеція були виготовлені броньовані вежі та гарматні стійки. Розробка і будівництво гармат потребували розширення заводу.
Таким чином, Grusonwerk з його броньованими вежами і компанія Krupp зі своїми гарматами довгі роки домінували на світовому ринку.

## Заснування акціонерного товариства та історія до 1893 р.
У 1886 році компанію було перетворено на акціонерне товариство, яке було внесено до торгового реєстру під назвою Grusonwerk AG Buckau. У 1887 році в новому ливарному цеху почалося виробництво литої сталі.
Після того, як 1892 року було підписано договір про передачу компанії з Essen Friedrich Krupp AG, 1893 року її було продано Krupp AG. Відтепер компанія називалася Friedrich Krupp AG Grusonwerk.

## Історія з 1893 по 1945 рік
Після придбання Grusonwerk AG Buckau, Фрідріх Альфред Крупп прокоментував це так:
"Виробництво броньованих турелей було абсолютною необхідністю для моєї компанії, але я знав, що на світовому ринку немає місця для двох німецьких заводів, які виробляють товари в цій галузі. Я зробив би своїй батьківщині ведмежу послугу, якби паралізував процвітаючу фабрику з усіма її робітниками і чиновниками переважною силою капіталу; Я вважав за краще купити його і думаю, що це рішення згодом буде благом як для Grusonwerk, так і для мене".
Згодом усе виробництво броньованих турелей і великокаліберних гармат на заводі в Магдебурзі було перенесено на головний завод Krupp в Ессені. 30 червня 1903 року назву було змінено на Fried. Krupp AG Grusonwerk, 27 червня 1923 року ще один у Fried. Krupp Grusonwerk AG Magdeburg.
У 1922 році будівлю як офіційну резиденцію заводу було побудовано за адресою Schönebecker Strasse 69-72.

### Асортимент продукції
Krupp продовжив виробничу програму Grusonwerk AG Buckau і розширив її, включивши в неї збагачувальні та прокатні стани, обладнання металургійних заводів і заводів з переробки руди, а також обладнання змішувальні заводи для хімічної промисловості. Крім того, випускалися колеса і колісні пари для машинобудівної галузі, шлюзи та обладнання, що використовується на греблях, для гідротехніки, підйомники (крани) і конвеєрні стрічки, повне обладнання для замішування цементу, гіпсу, системи класифікації для перероблення вугілля різних видів, системи подрібнення та змішування вугілля, обладнання для соляних заводів та заводів із виробництва хлорованого калію, машини для виробництва кабелів та тросів, машини для оброблення гуми, азбесту та пористого рогу, машини для кабельних робіт, для виробництва тросів і кабелю, для виробництва сталі та інших матеріалів.
Ще в роки Першої світової війни було розроблено і випробувано танк, ймовірно, на базі A7V.
У 1930 році Grusonwerk виробив перші прототипи Panzer I, пізніше Panzer IV (до кінця 1941 року був єдиним виробником) і, використовуючи шасі PzKpfw IV та досвід його розробки, створив Sturmgeschütz IV та Dicker Max, і безліч різних бронеавтомобілів (Sd.Kpf).
У 1944 році завод став жертвою масштабних бомбардувань, але зміг зберегти обсяг виробництва. Частину виробництва було передано на аутсорсинг, наприклад, United Ost- und Mitteldeutsche Zement AG у Нінбурзі (Заале) виготовила планетарні редуктори для танків, а виробник сільськогосподарської техніки W. Siedersleben у Бернбурзі - системи вентиляції. Однак наприкінці війни продуктивність праці сильно знизилася через брак робочої сили і сировини. Робітники здалися американцям, під час їхнього вторгнення.

## Після 1945 року
Наприкінці Другої світової війни близько 80 відсотків заводу було зруйновано, і Радянське військове управління в Німеччині (SMAD) взяло на себе управління. Майже половину систем, що залишилися, було демонтовано. 1 листопада 1946 року назву було змінено на Maschinenfabrik Krupp-Gruson компанії Soviet Mechanical Engineering AG (SAG), і було призначено радянського генерального директора. 1 травня 1951 року завод було перетворено на державне staatliche AG für Maschinenbau, Zweigniederlassung in Deutschland, Schwermaschinenbau "Ernst Thälmann" Magdeburg. 1 січня 1954 року підприємство було перетворено на VEB Schwermaschinenbau "Ernst Thälmann", Magdeburg-Buckau. EB Schwermaschinenbau-Kombinates "Ernst Thälmann" (SKET) була заснована 1 січня 1969 року.
Після об'єднання Німеччини колишні комбайнові компанії були виділені в товариства з обмеженою відповідальністю з початку 1990 року, а 1993 року Treuhand приватизував ці компанії.